# 岡崎市の地名
- 愛知県 > 岡崎市 > 地名

岡崎市の地名（おかざきしのちめい）では、同市内に存在する町名・字名を一覧にして記す。

## 地名の変遷（旧岡崎市）
括弧内は、数字は発足年・消滅年、地名は「大字」の項のみ旧自治体名、それ以外は旧町・大字名である。

### 市制当初の地名
同市は1916年、額田郡岡崎町に市制が敷かれることによって成立した。翌1917年に大字○○が○○町に改称された。ここではその当時の町名を列挙する。
- 籠田町
- 連尺町（1957年廃止）
- 横町（1917年廃止）
- 康生町
- 島町
- 十王町
- 唐沢町
- 六地蔵町
- 祐金町
- 伝馬町（1957年廃止）
- 両町
- 投町→若宮町（1917年～）
- 久右ヱ門町
- 裏町→花崗町（1917年～）
- 上肴町（1957年廃止）
- 門前町
- 亀井町
- 八幡町
- 松本町
- 福寿町
- 材木町
- 田町
- 板屋町
- 魚町
- 能見町
- 六供町
- 中町
- 梅園町
- 菅生町
- 八帖町
- 欠町（旧男川村）
- 上六名町（旧三島村）
- 六名町（旧三島村）
- 明大寺町（旧三島村）
- 天白町（旧三島村）
- 久後崎町（旧三島村）
- 稲熊町（旧乙見村）
- 小呂町（旧乙見村）
- 元能見町（旧広幡町、能見より改称）
- 伊賀町（旧広幡町）
- 井田町（旧広幡町）
- 日名町（旧広幡町、1976年廃止）

### 昭和前期の町名設置
同市は1928年、以下の3村と常盤村の一部を編入し、編入された村の大字は同市の町名に継承された。
岡崎村
- 戸崎町
- 羽根町
- 柱町
- 若松町
- 針崎町

男川村
- 小美町
- 高隆寺町
- 丸山町
- 大平町
- 洞町

美合村
- 岡町
- 保母町
- 美合町（和合より改称）

常磐村（一部）
- 箱柳町（旧乙見村）

また同市内では1917年から1952年までに以下の町名が設置された。
- 本町（1917年、横町、1957年廃止）
- 西魚町（1933年、魚町）
- 朝日町（1933年、明大寺町）
- 大西町（1941年、大平町）
- 栄町（1952年、欠町）

### 昭和後期から現在までの町名設置

#### 昭和30年代の町村編入
同市は1955年2・4月、1962年の3度にわたる町村編入によって以下の4町6村を編入した。これらの町村の大字を継承した町名を旧町村別に列挙する。
1955年2月編入
常磐村
- 小丸町
- 新居町
- 大柳町
- 蔵次町
- 安戸町
- 米河内町
- 滝町
- 真伝町（もと真田、1891年滝より分立）
- 板田町（旧乙見村）
- 大井野町（旧乙見村）
- 田口町（旧乙見村）
- 岩中町（旧乙見村）

福岡町
- 上地町
- 福岡町

岩津町
- 岩津町
- 東蔵前町
- 西蔵前町
- 東阿知和町
- 西阿知和町
- 八ツ木町
- 駒立町
- 恵田町
- 丹坂町
- 真福寺町
- 鴨田町（旧大樹寺村）
- 大門町（旧大樹寺村、1978年廃止）
- 上里町（旧大樹寺村、1978年廃止）
- 百々町（旧大樹寺村）
- 薮田町（旧大樹寺村、1978年廃止）
- 井ノ口町（旧大樹寺村）
- 大樹寺町（旧大樹寺村、1978年廃止）
- 細川町（旧細川村）
- 仁木町（旧細川村）
- 奥山田町（旧細川村）
- 奥殿町（旧奥殿村）
- 桑原町（旧奥殿村）
- 宮石町（旧奥殿村）
- 川向町（旧奥殿村）
- 日影町（旧奥殿村）
- 渡通津町（旧奥殿村）

河合村
- 須淵町
- 岩戸町
- 才栗町
- 秦梨町
- 茅原沢町
- 生平町
- 蓬生町
- 古部町
- 切越町

藤川村
- 藤川町
- 市場町
- 蓑川町

山中村
- 山綱町
- 羽栗町
- 池金町
- 舞木町

竜谷村
- 竜泉寺町
- 桑谷町

本宿村
- 上衣文町
- 大幡町
- 鉢地町
- 鶇巣町
- 本宿町

1955年4月編入
碧海郡矢作町
- 矢作町
- 坂戸町（旧中郷村、1966年廃止）
- 島（旧中郷村、1966年廃止）
- 館出町（旧中郷村、1966年廃止）
- 富永町（旧中郷村）
- 小望町（旧中郷村、1966年廃止）
- 池端町（旧中郷村、1966年廃止）
- 西牧内町（旧中郷村、1966年廃止）
- 桑子町（旧中郷村、1966年廃止）
- 新堀町（旧中郷村）
- 暮戸町（旧本郷村）
- 西本郷町（旧本郷村）
- 北本郷町（旧本郷村）
- 東本郷町（旧本郷村）
- 渡町（旧渡村）
- 筒針町（旧渡村）
- 西大友町（旧長瀬村）
- 東大友町（旧長瀬村）
- 中園町（旧長瀬村）
- 舳越町（旧長瀬村）
- 北野町（旧長瀬村）
- 森越町（旧長瀬村）
- 橋目町（旧長瀬村、1960年一部[2]が安城市に編入）
- 東牧内町（旧志賀須香村）
- 上佐々木町（旧志賀須香村）
- 下佐々木町（旧志賀須香村）
- 河野町（旧志賀須香村、1960年安城市に編入）
- 宇頭町（旧志貴村）
- 小針町（旧志貴村）
- 宇頭茶屋町（旧志貴村、1960年安城市に編入）
- 尾崎町（旧志貴村、1960年安城市に編入）
- 柿碕町[3]（旧志貴村、柿崎より改称、1960年安城市に編入）

1962年編入
六ツ美町
- 国正町（旧占部村）
- 上三ツ木町（旧占部村）
- 下三ツ木町（旧占部村）
- 正名町（旧占部村）
- 中村町（旧占部村）
- 定国町（旧占部村）
- 坂左右町（旧占部村）
- 下和田町（旧占部村）
- 野畑町（旧占部村）
- 上和田町（旧糟海村）
- 宮地町（旧糟海村）
- 井内町（旧糟海村）
- 赤渋町（旧糟海村）
- 牧御堂町（旧糟海村）
- 法性寺町（旧糟海村）
- 中之郷町（旧中井村）
- 土井町（旧中井村）
- 中島町（合併時に下中島・高畑が統合して成立、旧中島村、1987年西浅井町を編入）
- 安藤町（旧中島村）
- 福桶町（旧合歓木村、1985年一部が西尾市に編入、1987年東浅井町の全域・高落町の一部を編入）
- 合歓木町（旧合歓木村、1985年一部が西尾市に編入、1987年高落町の一部を編入）
- 高橋町（旧合歓木村）
- 上青野町（旧青野村）
- 下青野町（旧青野村）
- 在家町（旧青野村）

#### 町名設置
また同市内では、戦後の区画整理等によって現在までに以下の町名が設置された。
- 連尺通（1957年、連尺町・康生町・籠田町）
- 康生通西（1957年、康生町・魚町）
- 康生通東（1957年、康生町・連尺町）
- 康生通南（1957年、康生町・籠田町・六地蔵町・伝馬町）
- 蓬萊町（1957年、両町・中町）
- 伝馬通（1957年、亀井町・六地蔵町・祐金町・花崗町・上肴町・伝馬町・久右ヱ門町・門前町・十王町・中町・両町）
- 能見通（1957年、材木町・本町・松本町・能見町）
- 六供本町（1957年、六供町・能見町）
- 東能見町（1957年、六供町・能見町）
- 西中町（1957年、中町・伝馬町・両町）
- 曙町（1957年、中町）
- 元欠町（1957年、欠町）
- 本町通（1957年、本町・連尺町・康生町・八幡町・材木町・能見町）
- 根石町（1957年、栄町・欠町）
- 上明大寺町（1957年、明大寺町）
- 吹矢町（1957年、明大寺町）
- 明大寺本町（1957年、久後崎町・明大寺町）

##### 1962年以降
- 島坂町（1966年、坂戸町・島）
- 昭和町（1966年、館出町・小望町・池端町）
- 大和町（1966年、桑子町・西牧内町）
- 鴨田本町（1968年、鴨田町）
- 伊賀新町（1973年、伊賀町）
- 石神町（1973年、伊賀町・稲熊町）
- 中岡崎町（1975年、八帖町・板屋町）
- 美合新町（1975年、美合町・簑川町）
- 八帖北町（1976年、八帖町・日名町・元能見町・田町）
- 広幡町（1976年、元能見町・伊賀町）
- 城北町（1976年、元能見町）
- 柿田町（1976年、元能見町・伊賀町）
- 末広町（1976年、元能見町・日名町）
- 井田南町（1976年、井田町・伊賀町）
- 井田新町（1976年、井田町・鴨田町）
- 井田西町（1976年、井田町・日名町・伊賀町）
- 錦町（1976年、井田町・伊賀町）
- 日名北町（1976年、日名町・井田町・大門町）
- 日名中町（1976年、日名町）
- 日名西町（1976年、日名町）
- 日名本町（1976年、日名町）
- 日名南町（1976年、日名町）
- 葵町（1976年、日名町・伊賀町・元能見町）
- 八帖南町（1978年、八帖町）
- 美合西町（1978年、美合町）
- 青木町（1978年、東蔵前町・井ノ口町・百々町・西阿知和町）
- 松橋町（1978年、東阿知和町・真伝町）
- 堂前町（1978年、東阿知和町・百々町・鴨田町）
- 河原町（1978年、西阿知和町・百々町）
- 鴨田南町（1978年、鴨田町・井田町）
- 大門1～5丁目（1978年、大門町・上里町・大樹寺町）
- 上里1～3丁目（1978年、大門町・薮田町・井ノ口町・東蔵前町・上里町）
- 薮田1～2丁目（1978年、大門町・薮田町・大樹寺町・鴨田町・井ノ口町）
- 百々西町（1978年、百々町・井ノ口町・東蔵前町・西阿知和町）
- 寿町（1978年、百々町・鴨田町）
- 井ノ口新町（1978年、井ノ口町・東蔵前町・百々町）
- 大樹寺1～3丁目（1978年、大樹寺町・大門町・鴨田町・井田町・薮田町）
- 宇頭南町（1979年、宇頭町）
- 上六名1～4丁目（1980年、上六名町・六名町・明大寺町）
- 六名1～3丁目（1980年、上六名町・六名町）
- 六名新町（1980年、上六名町・六名町）
- 六名東町（1980年、上六名町・六名町）
- 六名本町（1980年、上六名町・六名町）
- 真宮町（1980年、六名町）
- 南明大寺町（1980年、明大寺町・上六名町）
- 六名南1～2丁目（1980年、天白町・六名町）
- 三崎町（1980年、戸崎町・六名町・上六名町）
- 向山町（1980年、戸崎町・六名町）
- 戸崎新町（1980年、戸崎町・六名町）
- 戸崎元町（1980年、戸崎町・六名町）
- 中田町（1980年、戸崎町・六名町・羽根町）
- 城南町（1980年、羽根町・上和田町・六名町）
- 江口1～3丁目（1980年、羽根町・戸崎町・六名町）
- 若松東1～3丁目（1980年、若松町・柱町・上地町・美合町）
- 羽根北町（1981年、羽根町）
- 羽根東町（1981年、羽根町・柱町）
- 宇頭北町（1982年、宇頭町）
- 二軒屋町（1982年、正名町・中島町）
- 中島中町1～4丁目（1982年、中島町）
- 中島西町1～4丁目（1982年、中島町）
- 中島東町1～3丁目（1982年、中島町・正名町）
- 西浅井町（1985年、西尾市西浅井町の一部より編入、1987年廃止）
- 東浅井町（1985年、西尾市東浅井町の一部より編入、1987年廃止）
- 高落町（1985年、西尾市高落町の一部より編入、1987年廃止）
- 緑丘1～3丁目（1986年、若松町・美合町・上地町）
- 不吹町（1988年、大西町）
- 東明大寺町（1988年、明大寺町・大西町）
- 竜美旭町（1988年、大西町・明大寺町）
- 竜美北1～2丁目（1988年、明大寺町）
- 竜美西1～2丁目（1988年、明大寺町・上六名町）
- 竜美中1～2丁目（1988年、大西町・明大寺町）
- 竜美南1～4丁目（1988年、大西町・明大寺町）
- 竜美台1～2丁目（1988年、大西町・明大寺町）
- 竜美東1～3丁目（1988年、大西町・明大寺町）
- 大西1～3丁目（1988年、大西町・明大寺町）
- 藤川台1～3丁目（1988年、藤川町・市場町、はじめ1丁目、2丁目が1989年、3丁目が1990年にそれぞれ設置[4]）
- 上地1～6丁目（1989年、上地町・福岡町・美合町・若松町）
- 東蔵前1～2丁目（1989年、東蔵前町）
- 岩津町1～2丁目（1989年、岩津町・東蔵前町・西蔵前町[5]）
- 西蔵前町1～2丁目（1989年、西蔵前町・東蔵前町・岩津町[5]）
- 柱曙1～3丁目（1990年、柱町・羽根町・若松町）
- 庄司田1～3丁目（1990年、柱町・羽根町・若松町）
- 竜美新町（1993年、大西町）
- 竜美大入町1～2丁目（1996年、明大寺町・竜美南1・4丁目）
- 宇頭東町（2000年、宇頭町）
- 藤川荒古1～2丁目（2001年、藤川町・簑川町）
- 蓑川新町1～3丁目（2001年、簑川町・美合町・岡町）
- 本宿茜1～2丁目（2001年、本宿町・山綱町）
- 本宿西1～2丁目（2001年、本宿町・山綱町）
- 本宿台1～3丁目（2001年、本宿町・山綱町）
- 山綱町1～2丁目（2001年、本宿町・山綱町[6]）
- 羽根西1～3丁目（2003年、羽根町・柱町・上和田町）
- 羽根西新町（2003年、羽根町・柱町・上和田町）
- 柱1～6丁目（2003年、柱町・羽根町・針崎町）
- 針崎1～2丁目（2003年、針崎町・柱町・若松町）
- 真伝1～2丁目（2004年、真伝町）
- 小針町1～3丁目（2005年、小針町[7]）

##### 2006年以降
- 真伝吉祥1～2丁目（2018年、真伝町・稲熊町・箱柳町・滝町）
- 蓑川町1～3丁目（2021年、蓑川町・竜泉寺町）
- みはらし台1～2丁目（2021年、蓑川町・美合町・竜泉寺町）
- 八丁町（2022年、八帖町）

## 旧額田町
額田郡額田町は1956年、形埜村・豊富村・宮崎村と下山村の一部が合併したことにより額田郡東部に成立。その後2006年岡崎市に編入され、同町の大字は同市の町名に継承された。ここでは旧町域内の現行の町名を1956年の合併前の旧村ごとに列挙する。
旧形埜村
- 切山町
- 毛呂町
- 小久田町
- 井沢町
- 桜形町
- 鍛埜町
- 南大須町
- 大高味町

旧豊富村
- 桜井寺町（旧豊岡村）
- 下衣文町（旧豊岡村）
- 樫山町（旧豊岡村）
- 牧平町（旧豊岡村）
- 鹿勝川町（旧豊岡村）
- 鳥川町（旧高富村）
- 淡渕町（旧高富村）
- 片寄町（旧高富村）
- 細光町（旧高富村）
- 滝尻町（旧高富村）
- 夏山町（旧栄枝村）

旧宮崎村
- 宮崎町（宮崎村時代までは亀穴）
- 石原町
- 明見町
- 中金町
- 大代町
- 東河原町（額田町時代までは河原）
- 雨山町
- 千万町町（旧栄枝村）
- 木下町（旧栄枝村）

旧下山村
- 中伊町
- 中伊西町（岡崎市合併時中伊より分立）
- 一色町
- 外山町
- 保久町
- 冨尾町

## 参考資料
- 「角川日本地名大辞典」編纂委員会 編『角川日本地名大辞典 23 愛知県』角川書店、1989年。
- 『新編岡崎市史 資料 現代 11』新編岡崎市史編さん委員会、1983年。
- 『新編岡崎市史 総集編 20』新編岡崎市史編さん委員会、1993年。
- 組合区画整理事業の一覧
- 町字別事業一覧
- 新旧町名対照一覧表